# Colton (Kalifornien)
Colton ist eine US-amerikanische Stadt im San Bernardino County des US-Bundesstaats Kalifornien.
Das U.S. Census Bureau hat bei der Volkszählung 2020 eine Einwohnerzahl von 53.909 ermittelt. Das Stadtgebiet umfasst eine Fläche von 40,6 Quadratkilometern. Colton befindet sich am südwestlichsten Ende des San Bernardino County.

## Demographie
Die im Jahr 2010 erhobene Volkszählung ergab eine Einwohnerzahl von 52.154. Coltons Bevölkerung war damit innerhalb eines Jahrzehnts um knapp 5000 eingewachsen. Im Jahr 2000 lebten noch rund 47.600 Personen in der Stadt. Die Bevölkerung besteht mehrheitlich aus Latinos (Menschen mit lateinamerikanischer Abstammung), gefolgt von Weißen. Einer von zehn Bewohnern der Stadt ist Afroamerikaner. Weitere ethnische Bevölkerungsgruppen wie Asiaten sind Minderheiten. Die Anzahl der Haushalte betrug gemäß dem Cenus 2010 knapp 15.000. Auf 100 Frauen kamen im Durchschnitt 96 Männer.

## Söhne und Töchter der Stadt
- Susan Woodstra (* 1957), Volleyballspielerin und -trainerin
- Jada Hart (* 1998), Tennisspielerin